# Smålands runinskrifter 8
Runinskrift Sm 8 är en runsten som står i Dänningelanda by och Dänningelanda socken, Växjö kommun i Småland.

## Stenen
Runstenen är 143 cm hög, 80 cm meter bred och 30 cm tjock. På norra planytan finns ristade runor som vid inventeringen 1995 inte syntes. Enligt Smålands runinskrifter är runstenens topp avslagen så att ett parti av inskriften har gått förlorad. Ristningsytan är kraftigt vittrad och inskriften är till större delen mycket otydlig. En avbildning från 1600-talet visar att stenens topp var avslagen redan då. Där har förmodligen stått "lät resa" eller möjligen "lät sätta".
Avbildningen visar att inskriften troligen har inletts med mansnamnet Fridger eller Tjodger och kvinnonamnet Rodälv. Fridger finns inte i någon annan runinskrift. Tjodger förekommer på den kända Järvastenen i Gästrikland och är känt från både Norge och Island. Namnet Rodälv återfinns i inskrifterna på sex runstenar.
Namnet Hedin har troligen kommit till Norden från kontinenten genom den gåtfulla Hjadninga-sagan från folkvandringstiden. Den handlar bl.a. om striden mellan hjältarna Högne och Hedin och Högnes bortrövade dotter Hild.
Stenen står på ett gärde, som tillhör Rävagården och ligger söder om denna i Dänningelanda by strax intill den gamla kyrkogården. Helt säkert den ursprungliga platsen. Drygt 200 meter norr om runstenen låg Dänningelanda medeltida kyrka, som brann ner 1750. 1879 byggde Vederlöv och Dänningelanda församlingar en gemensam kyrka i den förra församlingen.
Gårdens ägare berättade, att det vägskäl, som nu ligger 50 meter sydväst om stenen och i vilket vägar från Kalvsvik och Tävelsås går samman, förut varit beläget uppe vid stenen. Idag är vägmötet 100 meter söder om runstenen. Vid det nuvarande vägskälet finns rester av ett gravfält, och på östra och sydöstra sidan om gamla kyrkogården liksom i sluttningen i nordväst finns också gravhögar. Det är inte säkert att stenen har något samband med dessa gravfält. Vägkorset där den stått är också en naturlig plats för en runsten.

## Inskriften
Translitterering:
[i-l]þki[R] * auk * roþ[ein * l... s]te[in] * e[ft]iR * hiþin * sun * sin * 
Normalisering till fornvästnordiska:
ÞiuðgæiRR(?)/FriðgæiRR(?) ok HroðælfR ... stæin æftiR Heðin, sun sinn. 
Översättning till nusvenska:
Tudger (eller Fridger/Tjodger) och Rodälv ... stenen efter Hedin, sin son.

## Fler bilder

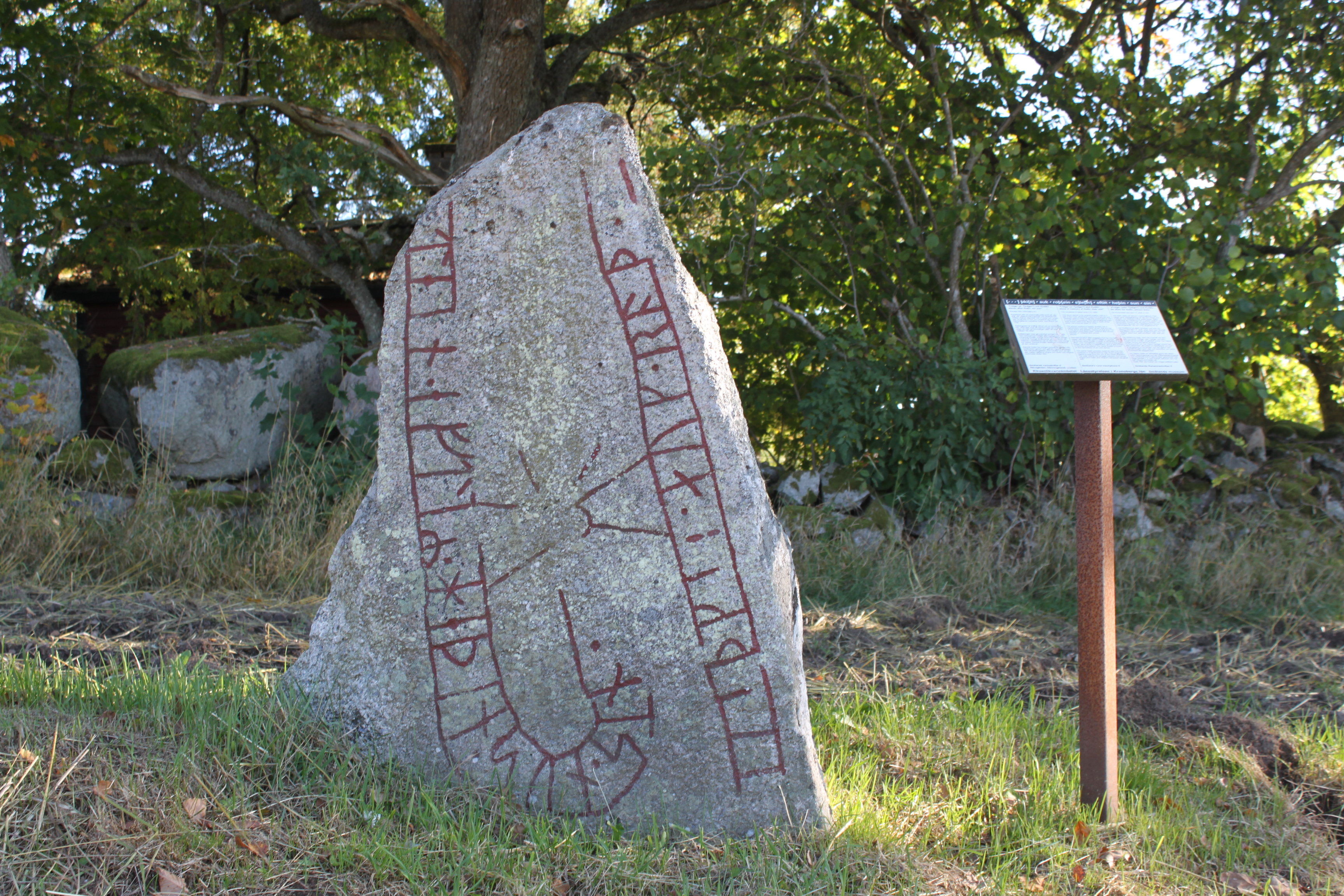
Sm 8 med skylt.
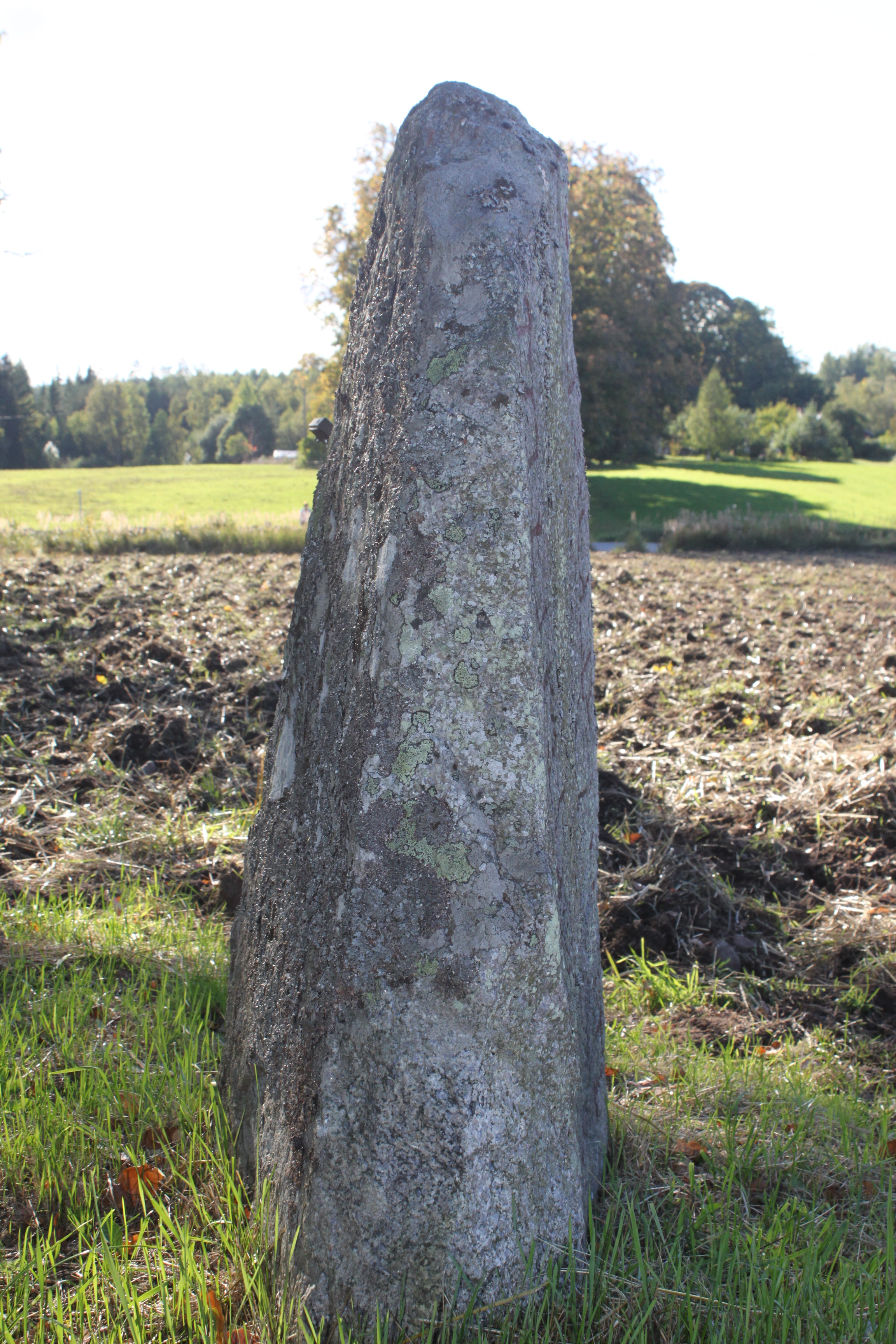
Ena sidan av Sm 8.
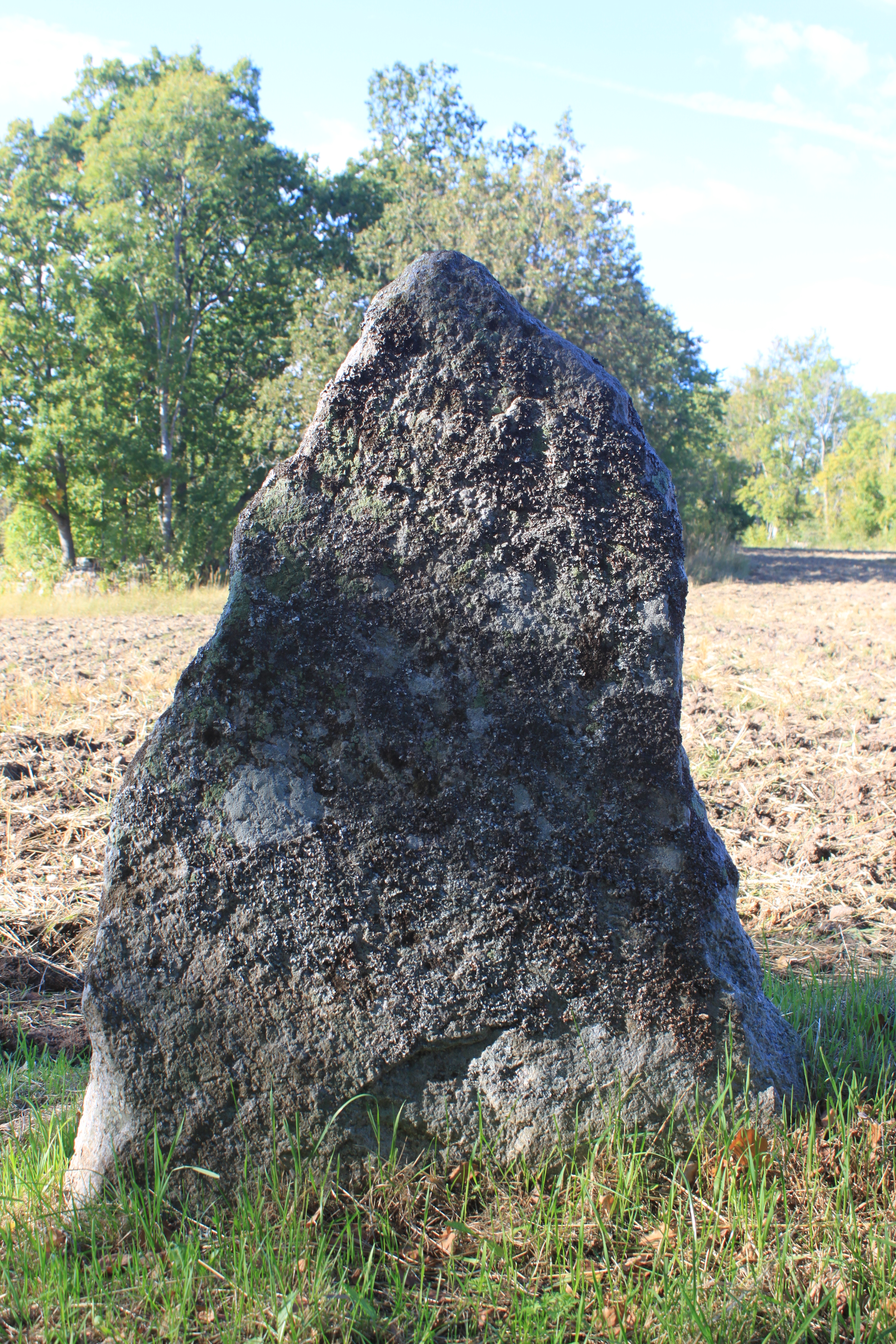
Bak av Sm 8.
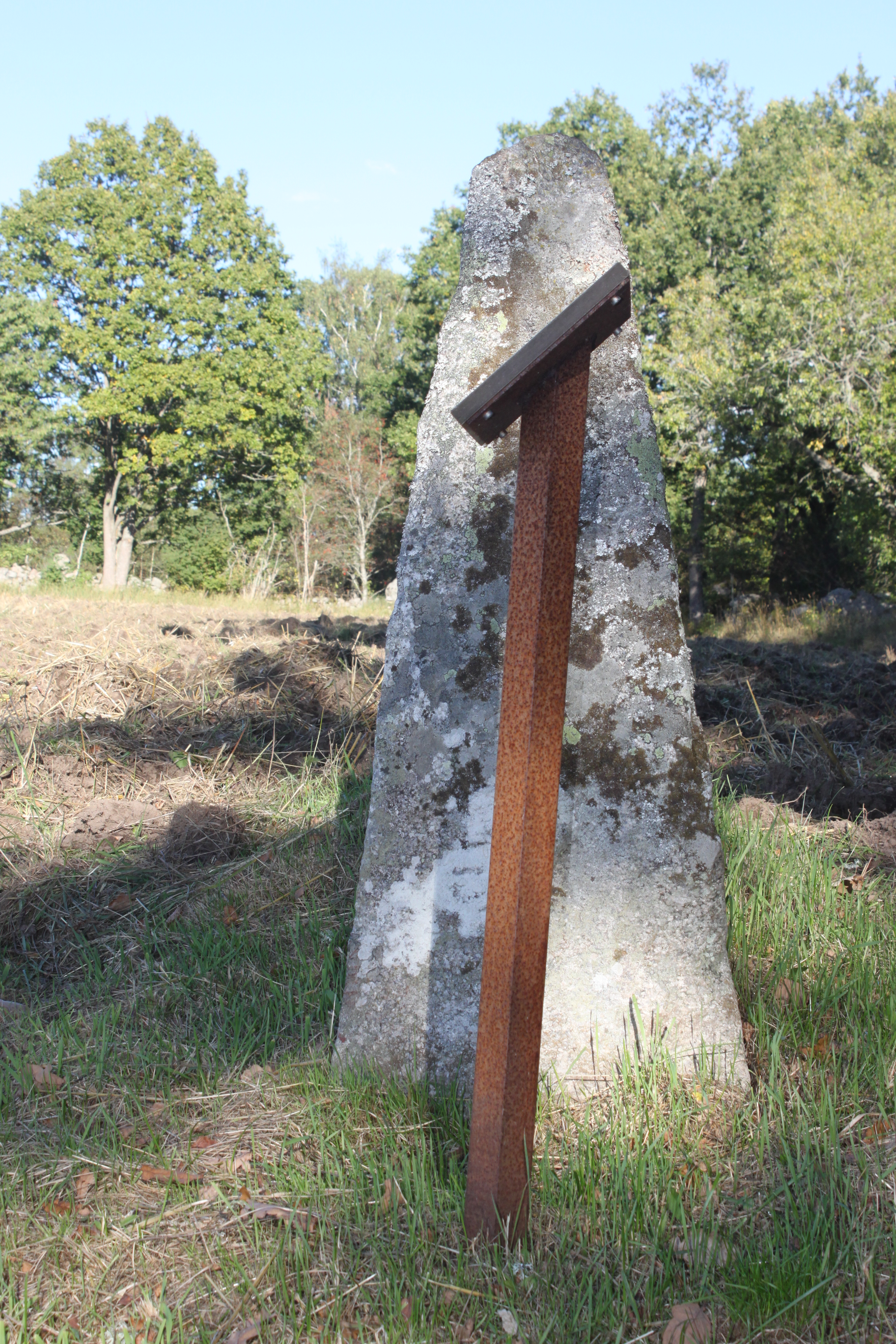
Andra sidan av Sm8.
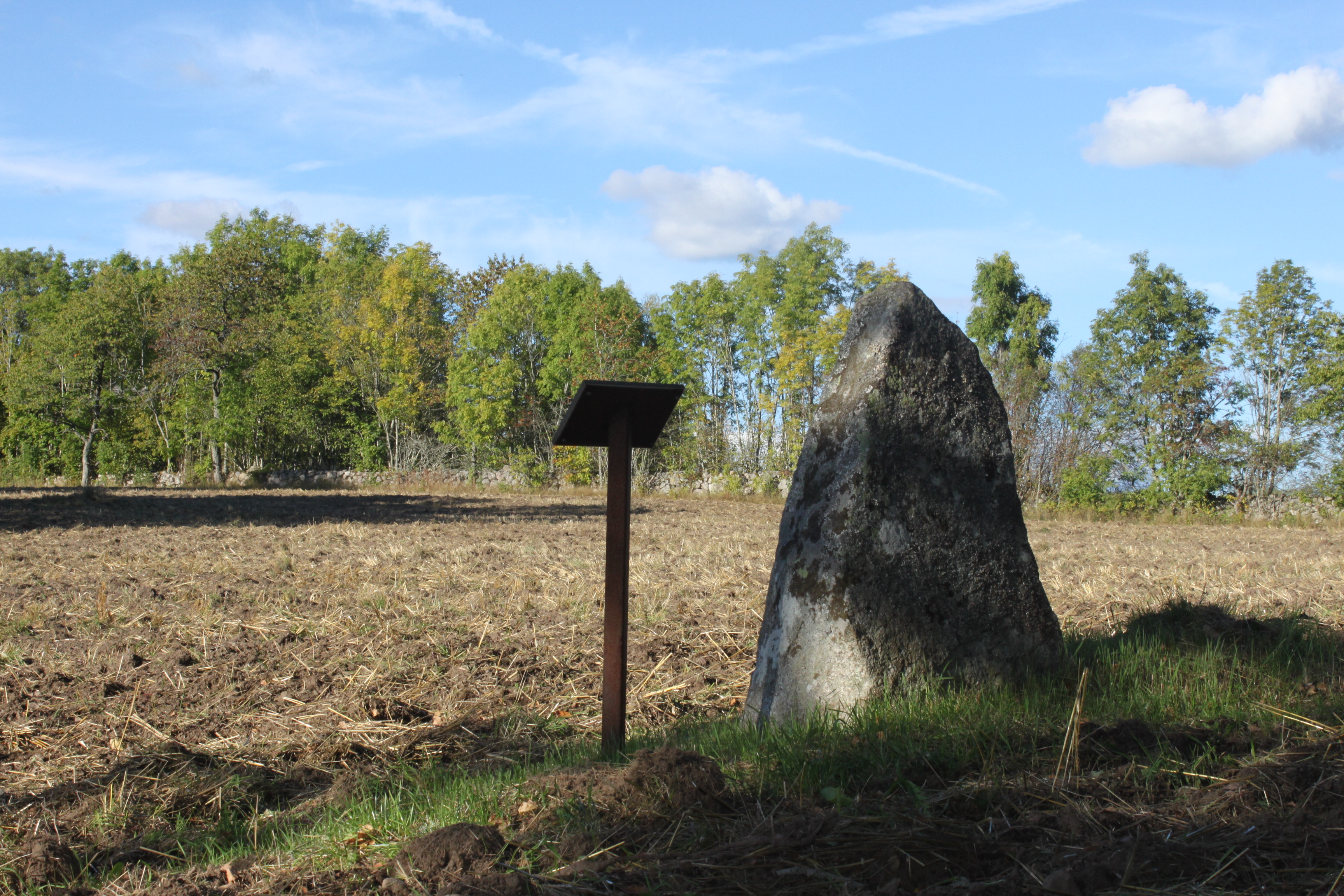
Sm 8 med omgivning.
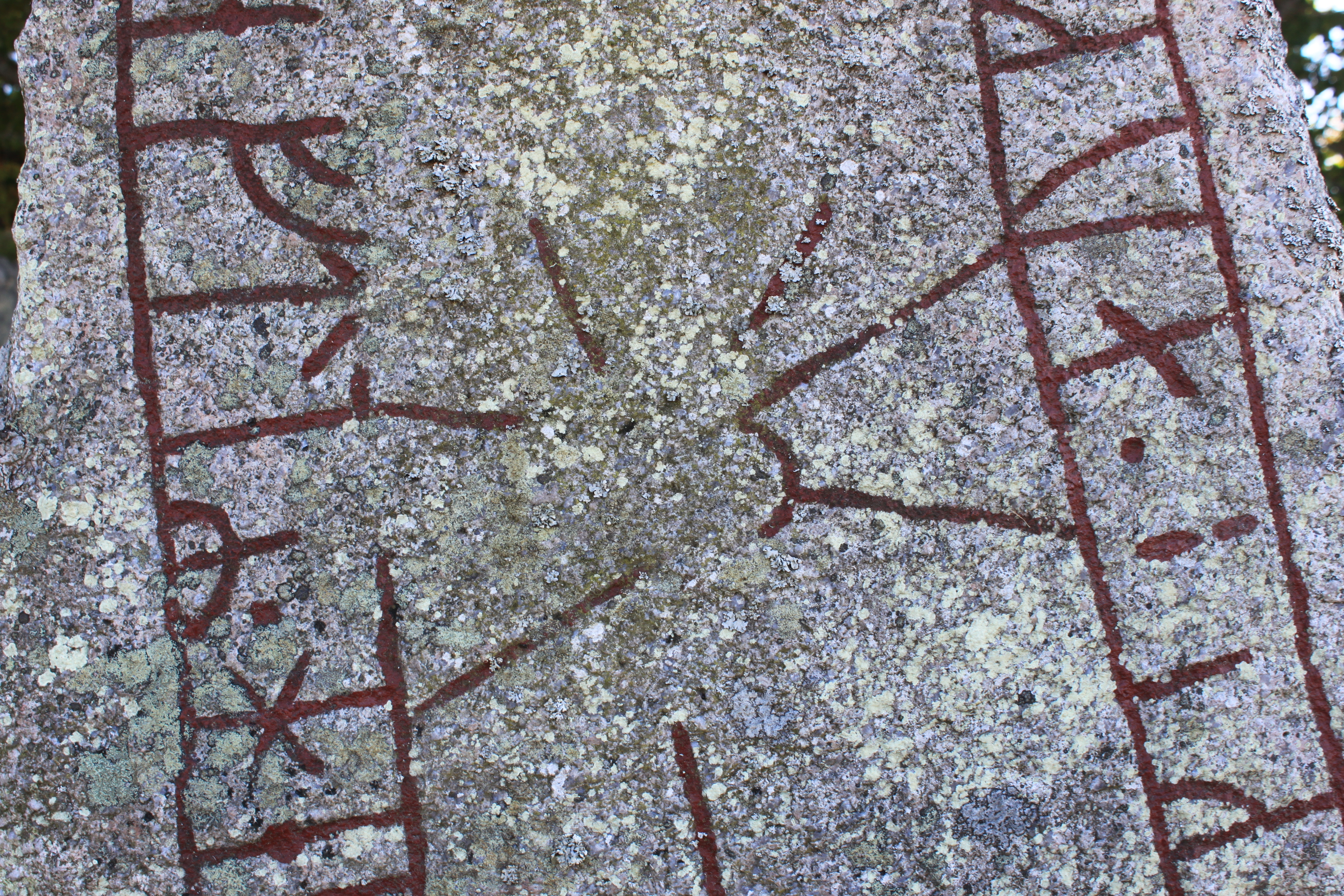
Detalj av Sm 8.